# Metanema margica
Metanema margica là một loài bướm đêm trong họ Geometridae.